# Krilin
Krilin is een fictief figuur uit de manga-serie Dragon Ball.

## Biografie
Krilin is een mens en verscheen voor het eerst in Dragonball. Samen met Goku trainde hij met Master Roshi. Hij is Goku's beste vriend.
Krilin is vergeleken met de andere Z-krijgers een van de sterkste vechters, hij was van de partij in het gevecht tegen Vegeta en Nappa en vernietigde toen een paar Saibai-men. samen met Goku's zoon Son Gohan ging hij naar de planeet Namek en vocht daar naast Gohan tegen handlangers van Frieza, het Ginue-commando en Frieza zelf. Krilin werd door Frieza vermoord wat leidde tot Goku's transformatie naar Super Saiyan.
Later werd hij weer terug gewenst. Hij was er ook bij in het gevecht tegen de cyborgs en Cell. Hij werd verliefd op C-18 en weigerde haar uit te schakelen. Daardoor werd ook C-18 geabsobeerd door Cell. Later werd C-18 Uitgespuugd door Cell en Krilin haalde haar bij hem weg.
Na Cells vernietiging wenste Krilin de explosieven uit C-18 zodat ze een normaal leven kon leiden. Een paar jaar trouwden C-18 en Krilin en kregen een dochter Marron.
In het gevecht tegen Boo had Krilin geen schijn van kans en samen met de rest van de Z-krijgers werd Krilin gedood. In de Other World trainde hij samen met Yamcha om nog wat sterker te worden.

## Technieken
- Kame Hame Ha, de signature move van Goku.
- Kienzan, een energieschijf om te gooien
- Taiyoken, een lichtflits die zijn vijand verblind, deze techniek is van Ten Shin Han.